# Coregonus reighardi
Coregonus reighardi is een straalvinnige vissensoort uit de familie van de zalmen (Salmonidae) en de onderfamilie van de houtingen.De wetenschappelijke naam van de soort is voor het eerst geldig gepubliceerd in 1924 door Walter Norman Koelz. De vis komt voor in het gebied van de Grote Meren en heet in het Amerikaans/Engels shortnose cisco.

## Herkenning
De volwassen vis is gemiddeld 25 cm lang en kan maximaal 36 cm worden en 539 g wegen. Deze houtingsoort heeft 8 tot 11 vinstralen op de rugvin en 9 tot 13 op de aarsvin, verder een relatief gedrongen kop met kleine ogen.

## Verspreiding en leefgebied
Deze soort houting kwam voor in de grote Noord-Amerikaanse meren zoals het Michiganmeer, Ontariomeer en Huronmeer. De soort kwam voor in open water boven grote diepten, maar verbleef op relatief kleine diepte.

## Status
De soort is waarschijnlijk uitgestorven door overbevissing en predatie door de zeeprik en staat daarom als ernstig bedreigd (kritiek) op de Rode Lijst van de IUCN.